# Calf Island (Massachusetts)
Calf Island (auch Apthorps Island) ist eine Insel im Boston Harbor. Sie liegt 9 mi (14,5 km) vom Bostoner Stadtzentrum entfernt auf dem Gebiet des Bundesstaats Massachusetts der Vereinigten Staaten. Calf Island verfügt über eine dauerhafte Fläche von ca. 35 Acres (0,14 km²), die durch ein Watt je nach Tidenhub temporär um bis zu 16 Acres (0,06 km²) vergrößert wird.
Die Insel ist über Fähren an das Festland angebunden und Teil der Boston Harbor Islands National Recreation Area.

## Geographie

### Geologie
Die Insel besteht aus anstehendem Gestein, das mit einer dünnen Erdschicht bedeckt ist. Die höchste Erhebung ragt 38 ft (11,6 m) über der Wasserlinie auf. Im Zentrum der Insel befindet sich Trinkwasser-Marschland.

### Flora und Fauna
Auf der Insel können sich aufgrund der nur dünnen Erdschicht lediglich Pflanzen wie Gras, Sträucher und salztolerante Baumarten wie Wildkirsche und Pflaume ansiedeln, daneben gedeiht auch Schnittlauch. Die Tierwelt der Insel ist noch Gegenstand wissenschaftlicher Untersuchungen.

## Geschichte
Mehrere tausend Jahre lang wurde die Insel von den Ureinwohnern Nordamerikas saisonal genutzt, bis sie in den 1600er Jahren an William Brewster, einem Siedler der Plymouth Colony, übertragen wurde. Später ging sie in den Besitz von Charles Apthorp über, dem auch die Insel Long Island sowie weitere Grundstücke im Hafen gehörten.
1845 war James Turner Eigentümer der Insel. Er baute sein Haus aus den an die Küste angespülten Wrackteilen des auf Grund gelaufenen Dampfschiffs Ontario. Im gleichen Jahr errichtete auch eine Gruppe von Hummerfischern einige kleine Holzhütten. 1883 fanden auf der Insel illegale Boxkämpfe statt.
1902 errichteten Benjamin Pierce Cheney, Jr. und seine Frau Julia Arthur auf der Insel ein zweistöckiges Sommerhaus im Kolonialstil. 1971 fielen die Überreste des Gebäudes einem Brand zum Opfer, 1990 zerstörten Vandalen einen der beiden Schornsteine.
Während des Ersten Weltkriegs requirierte die Bundesregierung der Vereinigten Staaten die Insel und behielt die Kontrolle bis zum Ende des Zweiten Weltkriegs.

## Sehenswürdigkeiten
Auf der Insel stehen noch die Ruinen der ehemaligen Behausungen, ebenso gibt es einen Steinwall.